# Indicateurs de qualité et de sécurité des soins
Les indicateurs de qualité et de sécurité des soins, également connus sous le sigle IQSS, sont des indicateurs créés par le gouvernement français au milieu des années 2000 pour répondre, notamment, à l'essor d'une certaine défiance vis-à-vis du monde médical. Élaborés de façon à être consensuels, ils ont pour objectif de mettre à disposition des usagers des indicateurs permettant d'évaluer la qualité des établissements de santé. Ces indicateurs sont un moyen pour les structures hospitalières de favoriser l'amélioration des processus internes. Ils sont intégrés depuis 2009 au processus de certification des établissements par la Haute autorité de santé.

## Création des indicateurs
La production d'indicateurs de qualité par l’État français résulte de trois mouvements. Le premier est la publication de la « liste noire des hôpitaux » dans le magazine Sciences et Avenir en 1997, et des premiers Palmarès des hôpitaux français de la fin des années 1990 ainsi que l'affaire de la Clinique du sport,. Ils provoquent l'essor d'une certaine défiance vis-à-vis du monde médical et des institutions publiques chargées de veiller sur la qualité hospitalière. Le deuxième mouvement apparaît au début des années 2000, avec l'intérêt des organisations internationales, comme l'OMS et l'OCDE, à la mesure de la qualité des systèmes de santé. Enfin, des chercheurs travaillent sur des bases de données médico-économiques et l'élaboration de référentiels de qualité,.
Il devient donc crucial pour les pouvoirs publics d'établir un classement objectif des établissements de santé, mais sans susciter de multiples conflits. Le ministre de la santé Jean-François Mattéi en fait la demande en 2003 auprès de la Haute Autorité de santé (HAS). Un consensus est recherché entre les différents parties, que ce soit le monde de la recherche, les associations d'usagers et les acteurs de la santé. En 2005, un tableau de bord des infections nosocomiales est instauré avec cinq indicateurs. À partir de 2008, la Haute autorité de santé déploie sept indicateurs permettant d'évaluer la qualité. En 2009, l’affichage public des résultats devient obligatoire. Ces indicateurs visent à améliorer la qualité, en offrant des informations claires aux patients et en encourageant les établissements sans les contrarier. La construction de ces indicateurs offre peu de prise à la mobilisation collective. Ils sont utilisés depuis 2009 pour objectiver la procédure de certification des établissements de soin. Ils sont intégrés aux palmarès de la presse.

## Méthodologie
Les indicateurs ont été élaborés pour être relativement consensuels et ne pas mettre en cause directement des professionnels ou des équipes. Ils se mesurent à l'échelle d'un établissement et non pas à l'échelle d'un service ou d'un individu. Les indicateurs se répartissent en trois groupes : les indicateurs de structure, de processus et de résultats,. En 2020, il y a sept indicateurs de résultats, publiés chaque année, et quarante-neuf indicateurs de processus. Ces derniers « ne sont pas tous mesurés chaque année et évoluent en fonction des recommandations de bonnes pratiques, du cadre réglementaire ou de l’atteinte de l’objectif fixé ». La plupart des indicateurs de processus mesurent l'organisation et la traçabilité de la prise en charge en se fondant sur les documents administratifs, dont le dossier patient. D'autres mesurent la traçabilité de pratiques scientifiquement recommandées, mais aucun ne mesure les résultats du soin et la mortalité.
« Loin d’être des coquilles vides, ils sont dotés d’une certaine épaisseur cognitive et d’une robustesse métrologique. Et loin d’être neutres, ils sont ouverts sur une pluralité d’usages normatifs en matière de régulation hospitalière, de normalisation des pratiques, de mise en transparence et de contrôle des établissements et des activités professionnelles » selon le sociologue Hugo Bertillot. Pour le professeur en ophtalmologie Antoine Brézin, les indicateurs sont particulièrement faibles en termes d'analyse de qualité des soins comparativement à la méthodologie robuste d'analyse portée par l'International Consortium for Health Outcome Measures.

## Exploitation des résultats
Ces indicateurs ont pour objectif de donner une information valide de la qualité, disponible sur un site internet ministériel créé en 2006, puis par le service d'information Qualiscope du site internet de la Haute autorité de santé. Des études empiriques menées avant 2015 montrent que l'impact de cette mise à disposition d'informations n'a eu qu'un effet limité sur les usagers, au contraire des professionnels. Ces indicateurs, qui permettent d'obtenir un classement nominatif des établissements pour chacun d'entre eux, de faire apparaître des évolutions de la qualité, sont un moyen pour les structures de favoriser l'amélioration des processus internes. Ces indicateurs sont intégrés depuis 2009 au processus de certification des établissements par la Haute autorité de santé et sont susceptibles d'être utilisés par les Agences régionales de santé dans leurs contrats de gestion avec les hôpitaux. Ces derniers peuvent être amputés de 0,1 % de leur budget s'ils ne publient pas les résultats de leurs indicateurs,. Ces indicateurs se retrouvent depuis le courant des années 2010 dans les palmarès des hôpitaux publiés par la presse.
Ces indicateurs participent d'une entreprise de rationalisation qualitative des hôpitaux, laquelle entretient des rapports complexes avec la rationalisation économique menée par ailleurs et dont les injonctions peuvent être perçues comme contradictoire par les établissements. Depuis 2015, les indicateurs sont inclus dans la tarification hospitalière pour valoriser la qualité.
Les indicateurs de qualité et de sécurité des soins sont mobilisés en interne par les établissements de santé pour pousser à l'amélioration de la qualité, bien qu'ils soient mal accueillis par une partie des équipes médicales, notamment les chirurgiens. L'usage des indicateurs par la HAS, les qualiticiens, les directions des hôpitaux publics et des établissements de santé privés d’intérêt collectif inquiètes pour la pérennité de leurs établissements, la pression concurrentielle pour les établissements privés à but lucratif aboutissent à leur institutionnalisation progressive.